# Mistrzostwa Świata Juniorów w Saneczkarstwie 2016 (tory naturalne)
10. Mistrzostwa Świata Juniorów w Saneczkarstwie na torach naturalnych 2016 odbyły się w dniach 13 - 14 lutego we włoskim Latsch. Rozegrane zostały trzy konkurencje: jedynki kobiet, jedynki mężczyzn oraz dwójki mężczyzn.

## Terminarz i medaliści
| Data           | Miejscowość | Konkurencja      | Złoto                                 | Srebro                                  | Brąz                                       |
| -------------- | ----------- | ---------------- | ------------------------------------- | --------------------------------------- | ------------------------------------------ |
| 14 lutego 2016 | Latsch      | Jedynki kobiet   | Michelle Diepold                      | Theresa Maurer                          | Alexandra Pfattner                         |
| 14 lutego 2016 | Latsch      | Jedynki mężczyzn | Fabian Achenrainer                    | Jack Leslie                             | Lukas Gasser                               |
| 13 lutego 2016 | Latsch      | Dwójki mężczyzn  | Rosja Andrej Szeglow · Nikita Tarasow | Ukraina Andryi Demchuk · Miroslav Lenko | Rosja Kiriłł Krawczuk · Aleksandr Żyrianow |

## Wyniki

### Jedynki kobiet
- Data / Początek: 14 lutego 2016

| Medal | Zawodniczka          | Narodowość | 1. zjazd | 2. zjazd | 3. zjazd | Czas    | Strata |
| ----- | -------------------- | ---------- | -------- | -------- | -------- | ------- | ------ |
|       | Michelle Diepold     | Austria    | 1:03,98  | 1:04,58  | 1:05,18  | 3:13,74 | -      |
|       | Theresa Maurer       | Niemcy     | 1:04,46  | 1:04,97  | 1:05,11  | 3:14,54 | +0,80  |
|       | Alexandra Pfattner   | Włochy     | 1:05,09  | 1:05,28  | 1:05,59  | 3:15,96 | +2,22  |
| 4.    | Lubov Starikova      | Rosja      | 1:05,18  | 1:05,41  | 1:05,86  | 3:16,45 | +2,71  |
| 5.    | Maria Auer           | Austria    | 1:06,03  | 1:06,58  | 1:07,09  | 3:19,70 | +5,96  |
| 6.    | Daniela Mittermair   | Włochy     | 1:06,58  | 1:06,56  | 1:06,97  | 3:20,11 | +6,37  |
| 7.    | Christa Unterholzner | Włochy     | 1:06,62  | 1:06,64  | 1:07,13  | 3:20,39 | +6,65  |
| 8.    | Lisa Walch           | Niemcy     | 1:06,58  | 1:06,98  | 1:07,34  | 3:20,90 | +7,16  |
| 9.    | Anastasiya Slyusar   | Ukraina    | 1:08,12  | 1:09,21  | 1:11,09  | 3:28,42 | +14,68 |
| 10.   | Anastasia Bagnetova  | Rosja      | 1:09,26  | 1:08,43  | 1:11,45  | 3:29,14 | +15,40 |
| . . . |                      |            |          |          |          |         |        |
| 16.   | Dominika Krupińska   | Polska     | 1:12,18  | 1:17,43  | 1:12,27  | 3:41,88 | +28,14 |

### Jedynki mężczyzn
- Data / Początek: 14 lutego 2016

| Medal | Zawodnik                 | Narodowość    | 1. zjazd | 2. zjazd | 3. zjazd | Czas    | Strata |
| ----- | ------------------------ | ------------- | -------- | -------- | -------- | ------- | ------ |
|       | Fabian Achenrainer       | Austria       | 1:04,51  | 1:04,82  | 1:04,83  | 3:14,16 | -      |
|       | Jack Leslie              | Nowa Zelandia | 1:04,61  | 1:04,23  | 1:05,43  | 3:14,27 | +0,11  |
|       | Lukas Gasser             | Włochy        | 1:05,14  | 1:04,60  | 1:04,70  | 3:14,44 | +0,28  |
| 4.    | Thomas Unterholzner      | Włochy        | 1:04,58  | 1:04,82  | 1:05,37  | 3:14,77 | +0,61  |
| 5.    | Jakov Bukin              | Rosja         | 1:05,13  | 1:05,00  | 1:05,83  | 3:15,96 | +1,80  |
| 6.    | Thomas Hörburger         | Austria       | 1:05,06  | 1:05,44  | 1:05,86  | 3:16,36 | +2,20  |
| 7.    | Philip Haselrieder       | Włochy        | 1:05,76  | 1:05,44  | 1:05,92  | 3:17,12 | +2,96  |
| 8.    | Laurin Jakob Kompatscher | Włochy        | 1:06,30  | 1:05,80  | 1:07,19  | 3:19,29 | +5,13  |
| 9.    | Florian Haselrieder      | Włochy        | 1:05,85  | 1:06,97  | 1:07,43  | 3:20,25 | +6,09  |
| 10.   | Nikolai Shulgin          | Rosja         | 1:06,91  | 1:06,60  | 1:07,31  | 3:20,82 | +6,66  |
| . . . |                          |               |          |          |          |         |        |
| 22.   | Konrad Lisik             | Polska        | 1:12,66  | 1:11,64  | 1:11,63  | 3:35,93 | +21,77 |
| 30.   | Kacper Spratek           | Polska        | 1:15,76  | 1:15,50  | 1:15,88  | 3:47,14 | +32,98 |
| 34.   | Patryk Budny             | Polska        | 1:18,68  | 1:18,52  | 1:18,00  | 3:55,20 | +41,04 |
| 35.   | Kacper Pietraszko        | Polska        | 1:19,42  | 1:19,17  | 1:18,35  | 3:56,94 | +42,78 |

### Dwójki mężczyzn
- Data / Początek: 13 lutego 2016

| Medal | Zawodnicy                          | Narodowość | 1. zjazd | 2. zjazd | Czas    | Strata |
| ----- | ---------------------------------- | ---------- | -------- | -------- | ------- | ------ |
|       | Andrej Szeglow Nikita Tarasow      | Rosja      | 1:10,79  | 1:11,63  | 2:22,42 | -      |
|       | Andryi Demchuk Miroslav Lenko      | Ukraina    | 1:12,30  | 1:13,35  | 2:25,65 | +3,23  |
|       | Kirill Krawczuk Aleksandr Zyrianow | Rosja      | 1:13,89  | 1:14,22  | 2:28,11 | +5,69  |
| 4.    | Muhammet Dellalbasi Muhammet Ozcan | Turcja     | 1:15,91  | 1:15,49  | 2:31,40 | +8,98  |
| 5.    | Weselin Iliew Jordan Dimitrow      | Bułgaria   | 1:18,04  | 1:17,15  | 2:35,19 | +12,77 |
| 6.    | Kacper Pietraszko Patryk Budny     | Polska     | 1:30,45  | 1:32,61  | 3:03,06 | +40,64 |
| dnf   | Manuel Gaio Nicolo Debertolis      | Włochy     | -        | -        | -       | -      |